# كيروفو-تشيبيتسك
كيروفو-تشيبيتسك (بالروسية: Кирово-Чепецк) هي إحدى مدن روسيا في الكيان الفدرالي الروسي كيروف أوبلاست.